# Yrjö Hietanen
Yrjö Hietanen (Helsinki, 12 de julio de 1927 – ibídem, 26 de marzo de 2011) es un deportista finlandés que compitió en piragüismo en la modalidad de aguas tranquilas.
Participó en los Juegos Olímpicos de Helsinki 1952, obteniendo dos medallas de oro, en las pruebas de K2 1000 m y K2 10 000 m.

## Palmarés internacional
| Juegos Olímpicos | Juegos Olímpicos     | Juegos Olímpicos | Juegos Olímpicos |
| Año              | Lugar                | Medalla          | Competición      |
| ---------------- | -------------------- | ---------------- | ---------------- |
| 1952             | Helsinki (Finlandia) | Medalla de oro   | K2 1000 m        |
| 1952             | Helsinki (Finlandia) | Medalla de oro   | K2 10 000 m      |